# Меллер-Закомельский, Николай Иванович
Барон Николай Иванович Меллер-Закомельский (1813—1887, Царское Село) — генерал от инфантерии, генерал-адъютант. Правнук генерал-аншефа И. И. Меллер-Закомельского и внук «русского Колумба» Г. И. Шелихова.

## Биография
Родился 17 (29) октября 1813 года — сын штабс-капитана барона Ивана Карловича Меллер-Закомельского (1787—1846) от брака его с Натальей Григорьевной Шелиховой (1793—1868).
Обучался в Школе гвардейских подпрапорщиков и кавалерийских юнкеров, откуда выпущен 8 ноября 1833 прапорщиком в лейб-гвардии Семёновский полк, где через два с половиной месяца был произведён в подпоручики с назначением батальонным адъютантом. В ноябре 1837 года был назначен исправляющим должность адъютанта к начальнику 1-й гвардейской пехотной дивизии. В декабре 1838 года произведен в поручики, утверждён в должности адъютанта и вскоре возвратился к полку. 
В 1842 году был произведён в штабс-капитаны и командирован в Отдельный Кавказский корпус, где поступил в отряд М. П. Граббе. В составе этого отряда участвовал в Ичкерийской экспедиции, отличился в боях и был награждён орденом Святой Анны с бантом. Затем находился в отряде полковника Р. К. Фрейтага при постройке крепости Ойсунгур. По возвращении с Кавказа 6 декабря 1845 произведен в капитаны.
Участвовал в Венгерском походе 1849; 24 мая 1849 года был произведён в полковники и 6 декабря назначен командиром 7-го гренадерского Самогитского полка.
Во время Крымской войны находился в составе войск, охранявших Финляндию. В 1855 году назначен командовать лейб-гвардии Литовским полком. В день коронации Александра II 26 августа 1856 года произведён в генерал-майоры. 
Во время Польского восстания 1863 был назначен помощником начальника Варшавского гвардейского отряда и за отличия в боях был награждён Золотой саблей «За храбрость» и орденом Святой Анны с императорской короной и мечами. 
7 июля 1863 года был назначен начальником 3-й гвардейской пехотной дивизии, 30 августа произведен в генерал-лейтенанты; 21 сентября 1868 пожалован чином генерал-адъютанта.
19 февраля 1877 года был назначен командиром 5-го армейского, а 4 марта — 6-го армейского корпуса; 16 апреля 1878 произведен в генералы от инфантерии и назначен членом Военного совета с зачислением по гвардейской пехоте.
Умер 8 (20) сентября 1887 года. Похоронен на Кузьминском кладбище.

## Награды
- орден Святой Анны 3-й ст. с бантом (1843);
- орден Святого Станислава 1-й ст. (1859);
- орден Святой Анны 1-й ст. (1861);
- Золотая сабля «За храбрость» (1863);
- императорская корона к ордену Святой Анны (1864);
- орден Святого Владимира 2-й ст. (1867);
- орден Белого Орла (1870);
- Орден Святого Александра Невского (1874);
- Знак отличия за XL лет службы (1876).

Иностранные:
- австрийский орден Железной короны 1-й ст. (1870);
- австрийский орден Леопольда 1-й ст. (1878);
- прусский орден Красного орла 1-й ст. (1878).

## Семья
В 1844 году женился на дочери статского советника Софье Михайловне Кусовниковой (1817—28.05.1911). В период службы мужа в Варшаве она состояла председательницей дамского комитета Красного Креста. Скончалась в глубокой старости в мае 1911 года в Царском Селе. Их дети:
- Александр (1844—1928), генерал от инфантерии, член Государственного совета.
- Николай (14.11.1845—26.11.1846)
- Сергей (1848—1899), генерал-лейтенант.